# Комутант
Комутант групи (також похідна підгрупа) — підгрупа породжена усіма комутаторами групи. Комутант є найменшою нормальною підгрупою факторгрупа по якій є абелевою. Комутатор групи G, позначається [G,G].

## Визначення

### Комутатори
Комутатор елементів {\displaystyle g\in G} і {\displaystyle h\in G} — елемент {\displaystyle [g,h]}, що визначається за формулою:
{\displaystyle [g,h]=ghg^{-1}h^{-1}\,}.

### Комутант групи
Множина комутаторів є замкнутою щодо взяття оберненого елемента, проте не обов'язково щодо множення. Тобто загалом вона не є підгрупою G. Підгрупа породжена комутаторами і називається комутантом групи [G,G].
{\displaystyle [G,G]=<\{[g,h]\,|\,(g,h)\in G^{2}\}>}
- Довільний елемент комутанта є добутком скінченної кількості комутантів групи G, тобто елементів виду:

{\displaystyle [g_{1},h_{1}]\cdots [g_{n},h_{n}]}
- Комутант є характеристичною і, відповідно, нормальною підгрупою.

## Абелізація
Оскільки [G,G] є нормальною підгрупою групи G, можна визначити факторгрупу G по підгрупі [G,G]. Дана факторгрупа є абелевою і називається абелізацією групи G :
{\displaystyle Ab(G)=G^{ab}=G/[G,G]\,}
Якщо H — нормальна підгрупа G, і факторгрупа G/H є абелевою, то [G,G] є підгрупою H.

## Похідні ряди
Конструкцію використану у визначенні комутанта можна далі використати ітеративно:
{\displaystyle \ G^{(0)}:=G}
{\displaystyle G^{(n)}:=[G^{(n-1)},G^{(n-1)}]\quad n\in \mathbb {N} }
Групи Неможливо розібрати вираз (SVG (MathML можна ввімкнути через плагін браузера): Недійсна відповідь («Math extension cannot connect to Restbase.») від сервера «http://localhost:6011/uk.wikipedia.org/v1/»:): {\displaystyle G^{(2)}, G^{(3)}, \ldots}
 називаються другою похідною підгрупою, третьою похідною підгрупою, і т. д., і спадний ряд нормальних підгруп:
{\displaystyle \cdots \triangleleft G^{(2)}\triangleleft G^{(1)}\triangleleft G^{(0)}=G}
називається похідним рядом. Якщо для якогось натурального числа n виконується {\displaystyle \ G^{(n)}=\{e\},} то група G називається розв'язною.

## Властивості
- Комутант групи є характеристичною підгрупою, а будь-яка підгрупа, що містить комутант є нормальною.

### Українською
- Гаврилків В. М. Елементи теорії груп та теорії кілець. — І.-Ф.  : Голіней, 2023. — 153 с.
- Ганюшкін О. Г., Безущак О. О. Теорія груп: Навчальний посібник для студентів механіко–математичного факультету. — Київ : ВПЦ "Київський університет", 2005.(укр.)

### Іншими мовами
- Курош А. Г. Теория групп. — 3-е изд. — Москва : Наука, 1967. — 648 с. — ISBN 5-8114-0616-9.(рос.)